# Днепр (баскетбольный клуб)
«Днепр» (укр. «Дніпро») — украинский мужской баскетбольный клуб из одноимённого города, выступающий в Суперлиге Украины.

## История
С 1992 года в Днепропетровске существовала команда «Динамо». Самым большим её достижением стало 6-е место в чемпионате-1992.
Днепропетровская областная общественная организация «Баскетбольный клуб „Днепр”» была создана 12 декабря 2003 года. На баланс нового клуба были переведены все активы «Динамо». Созданием «Днепра» занимался Заслуженный тренер Украины Е. Б. Таслицкий и инициативная группа, состоявшая из воспитанников СДЮСШОР № 5, мастеров спорта, неоднократных чемпионов страны Богдана Гулямова, Валерия Кондратьева (нынешний президент клуба) и других. ДООО «БК „Днепр”» объединил мужскую команду Суперлиги, высшей и первой лиги, команду мастеров, женскую команду «Сталь», а также юношеские команды спортивной школы и интерната.
Первый сезон в чемпионате при новом руководстве команда завершила на 7-м месте. Следующий сезон можно считать провальным — 11 место из 13 команд. На протяжении следующих лет команда балансировала в середине турнирной таблицы, но не поднималась выше 5-го места.
В 2011 году «Днепр» выиграл первый трофей — им стал Кубок Суперлиги, в финале которого со счётом 81:79 был обыгран мариупольский «Азовмаш». Игрок днепропетровцев Стив Бёрт стал MVP «Финала четырёх».
В 2012-м «Днепр» вновь настиг кризис — два сезона подряд команда занимала 11-е 12-е места.
«Золотая эпоха» «Днепра» началась в 2015 году, когда команда стала финалистом Кубка Украины и выиграла серебряные медали чемпионата. В сезоне 2016/17 команда заняла 3-е место в чемпионате, а в 2017/18 — снова 2-е. В 2018 «днепряне» впервые выигрывают Суперкубок Украины, а в 2019-м оформляют «золотой дубль» — побеждают в Кубке и Суперкубке страны.
В 2018 году «Днепр» принял участие в квалификации Кубка ФИБА Европа, где победил греческий «Лаврио» и вышел в групповой раунд турнира, где сыграл с болгарским «Левски Лукойл», греческим «Арисом» и финской командой «Катая». В группе «днепряне» заняли последнее место и выбыли из турнира.
В сезоне 2019/20 команда в квалификации Кубка ФИБА обыграла белорусский «ЦОР-Борисфен» со счётом 81:71 и вышла в групповой раунд.

## Результаты
| Сезон   | Лига      | Место | Кубок Украины | Единая лига ВТБ | Выступления в Европе              |
| ------- | --------- | ----- | ------------- | --------------- | --------------------------------- |
| 2019/20 | Суперлига | 1     | Финалист      | —               | Групповой раунд Кубка ФИБА Европа |
| 2018/19 | Суперлига | 4     | Обладатель    | —               | Групповой раунд Кубка ФИБА Европа |
| 2017/18 | Суперлига | 2     | Обладатель    | —               | Групповой раунд Кубка ФИБА Европа |
| 2016/17 | Суперлига | 3     | Обладатель    | —               | —                                 |
| 2015/16 | Суперлига | 1     | Обладатель    | —               | —                                 |
| 2014/15 | Суперлига | 2     | Финалист      | —               | —                                 |
| 2013/14 | Суперлига | 12    | —             | —               | —                                 |
| 2012/13 | Суперлига | 11    | —             | —               | —                                 |
| 2011/12 | Суперлига | 8     | —             | —               | —                                 |
| 2010/11 | Суперлига | 7     | Обладатель    | Групповой этап  | —                                 |

## Достижения
Чемпионат Украины
- Чемпион (4): 2015/2016, 2019/2020, 2023/2024, 2024/2025
- Серебряный призёр (3): 2014/2015, 2017/2018, 2022/2023
- Бронзовый призёр (2): 2016/2017, 2022/23

Кубок Украины
- Обладатель (5): 2016/2017, 2017/2018, 2018/2019, 2023/2024, 2024/2025
- Финалист (2): 2014/2015, 2019/2020

Суперкубок Украины
- Обладатель (2): 2018, 2019

Кубок Суперлиги
- Обладатель (2): 2010/2011, 2015/2016

## Спонсоры
- Биола
- ПриватБанк
- Flint